# Ken Harrelson
Kenneth Smith Harrelson, detto Ken (Woodruff, 4 settembre 1941), è un ex giocatore di baseball, conduttore radiofonico, conduttore televisivo e speaker statunitense.
Ha giocato a baseball ricoprendo il ruolo di prima base e d'esterno. Oggi fa il commentatore televisivo.
In gioventù ha giocato a golf, baseball, football americano e pallacanestro alla Benedictine Military School a Savannah.
Ha giocato nella MLB nei Kansas City Athletics (1963-66 e 1967), Washington Senators (1966-67), Boston Red Sox (1967-69) e Cleveland Indians (1969-71). Nelle nove stagioni ha giocato 900 partite, con una media battuta di .239 con 131 home runs and 421 corse a casa base.
La sua carriera a Kansas termina nel 1967 quando Herrelson accusa rabbiosamente il dirigente Charlie Finley per le dimissioni dell'allenatore Alvin Dark. Dice che Finley è una minaccia per il baseball e questo provoca il suo licenziamento. Harrelson firma allora un contratto molto sostanzioso con i Boston Red Sox, che erano in lotta per vincere il loro primo titolo dal 1946.
Preso per rimpiazzare l'infortunato Tony Conigliaro, Harrelson aiuta la squadra per vincere il titolo, ma vedere il team perdere delle combattute World Series con i St. Louis Cardinals in sette partite. Nel 1968 ha la sua migliore stagione, giocando anche l'American League All-Star Game, totalizzando il miglior RBI dell'AL e vincendo il premio American League Comeback Player of the Year.
Il 19 aprile 1969 passa agli Indians, un'operazione di mercato che sciocca anche lui, portandolo in breve al ritiro. Successivi colloqui con il commissioner Bowie Kuhn e un aggiustamento contrattuale portano nuovamente Harrelson in campo, concludendo la stagione con 30 home-runs. Usa anche la sua celebrità in un programma tv di mezzora intitolato The Hawk's Nest (The Hawk era il suo soprannome) sulla locale WJW-TV.
L'anno successivo si rompe una gamba in amichevole con gli Oakland Athletics, infortunio che lo tiene fuori a lungo. Poco dopo si ritira, dedicandosi al golf.
Nel 1975 ricomincia a lavorare nel baseball nel settore delle telecronache, iniziando con i Red Sox. Diviene molto popolare, soprattutto dopo essere associato al veterano Ned Martin, ma, dopo aver criticato pubblicamente delle scelte del co-proprietario della squadra, Haywood Sullivan, viene licenziato a fine 1981.
Harrelson lavora come speaker dei Chicago White Sox dal 1982 al 1985 e per poco lasciò la carriera televisiva nel 1986 per diventare General Manager dei White Sox stessi. In quella stagione licenzia l'allenatore Tony LaRussa e cede Bobby Bonilla ai Pittsburgh Pirates.
Nella stagione 1987-1988 è la voce per le partite dei New York Yankees su SportsChannel New York. Nel 1994 invece è ingaggiato da una tv dalla vita molto breve: il The Baseball Network.
Attualmente fa nuovamente il commento tecnico delle partite dei Chicago White Sox, in coppia con Darrin Jackson.